# Convenzione delle Nazioni Unite sulla prescrizione nei contratti di vendita internazionale di beni mobili
La Convenzione sulla prescrizione nei contratti di vendita internazionale di beni mobili è un trattato preparato dalla Commissione delle Nazioni Unite per il diritto del commercio internazionale (UNCITRAL) e che completa la Convenzione sui contratti per la vendita internazionale di beni mobili (CISG). La convenzione sulla prescrizione è stata conclusa nel 1974 e poi modificata da un Protocollo adottato nel 1980 per rendere il suo testo pienamente compatibile con quello della CISG.